# Donald Tuzin
Donald F. Tuzin (14. června 1945, Chicago, Illinois – 15. dubna 2007, La Jolla, Kalifornie) byl antropolog (Ph.D. Australian National University). Zabýval se melanéskou sexualitou a genderem, zaměřil se na vesnici Ilahita kmene Arapešů, Papua Nová Guinea

## Vybrané publikace
- (1976) The Ilahita Arapesh: dimensions of unity, Berkeley: University of California Press.
- (1980) The Voice of the Tambaran: Truth and Illusion in Ilahita Arapesh Religion. Berkeley: University of California Press.
- (1997) The Cassowary's revenge: the life and death of masculinity in a New Guinea society. Chicago, IL: University of Chicago Press.
- (2001) Social Complexity in the Making: A case study among the Arapesh of New Guinea. London: Routledge.